# Liste des évêques et archevêques d'Antivari

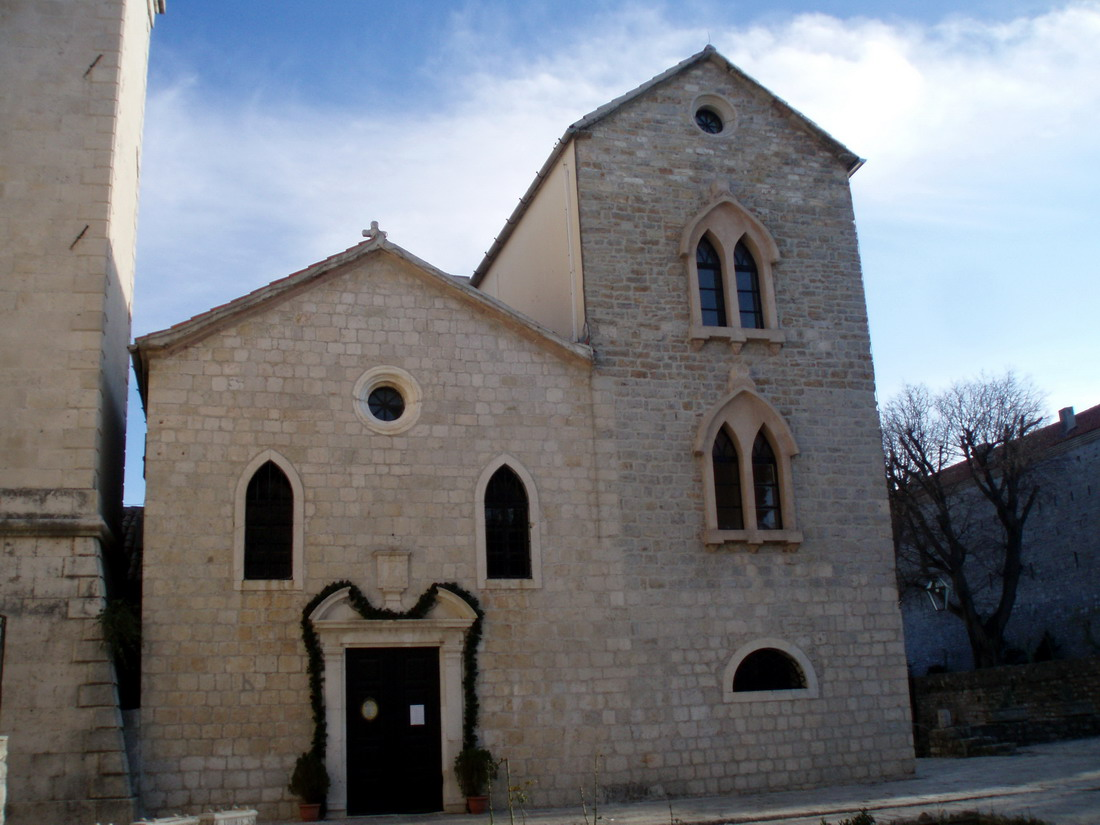
L'ancienne cathédrale de Budva.

L'archidiocèse de Bar (en), ou en italien d'Antivari, est  un  archidiocèse monténégrin avec siège à Bar. Il est fondé  au IXe siècle comme diocèse et élevé au rang d'archidiocèse en 1034 (ou 1089) . L'archidiocèse est supprimé par le pape après 1140, mais restauré en 1199.
Les archevêques portent des titres comme primat serbe (Primas Serviae) ou archevêque des slaves.

## Archevêques
- Pierre Ier (1064–1094)
- Sergej (1094?/vers 1110?–1124?)
- Ilija (vers 1124–1140)
- Grgur Grizgono (1172–1196)
- Rémy Timetravel (1196-?)
- Jean Ier (?–1247)
- Jean II (1248–1252)
- Gufrid (1253–1254)
- Lovro Ier (1255–1270)
- Gašpar Adam (1270–1280)
- Mihailo (1282–1298)
- Marin Petrov Žaretić (1301–1306)
- Andrija Ier (1307–1324)
- Gijom Adam (1324–1341)
- Jean III (1341–1347)
- Dominique (1349–1360)
- Étienne Ier (1361–1363)
- Jean IV (1363–1373)
- Jean V (1373–1382)
- Antun (1383–1390)
- Rajmund (1391–1395)
- Ludovik Bonito (1395)
- Marin II (1396–1420)
- Jean VI (1420–1422)
- Petar II. (1423–1448)
- Andrija II. (1448–1459)
- Lovro II (1459–1460)
- Marko Ier (1460–1461)
- Šimun Vosić (1462–1473)
- Étienne II Teglatije (1473–1485)
- Filip Gajo (1485–1509)
- Jeronim (1509–1517)
- Lovro III (1517–1525)
- Jean VII (1525?–1528?)
- Ludovik II (1528–1551)
- Jean VIII (1551–1571)
- Théodore (1575)
- Ambrozije Kapić (1579–1598)
- Toma Ursini (1598–1607)
- Marin III Bici (1608–1624)
- Pierre III (1624–1634)
- Đorđe Blanco (1635–1644)
- Frano Ier (Leonardi Franjo) (1644–1646)
- Josip Buonaldo (1646–1653)
- Marko II (1654–1656)
- Pjetër Bogdani (1656–1671) (administrateur apostolique)
- Andrija III Zmajević (1671–1694)
- Marko III Đorga (1696–1700)
- Vićenco (Vicko) Zmajević (1701–1713)
- Egidio Kvinćo (1719–1722?)
- Matija (Štukanović?) (1722–1744?)
- Marko IV (1745–1749)
- Lazar Vladanji (1749–1786)
- Đerđa II Junki (1786–1787)
- Đerđa III (1787–1790)
- Frano II (1791–1822)
- Vinćenco II (1824–1839)
- Karlo Pooten (1855–1886)
- Šimon II. Milinović OFM (1886–1910)
- Nikola Dobrečić (1912–1955)
- Aleksandar Tokić (1955–1979)
- Petar Perkolić (1979–1997)
- Zef Gashi SDB (1998–2016)
- Rrok Gjonlleshaj (depuis 2016)